# Kotetsu Nagasone
Kotetsu Nagasone est un nom japonais traditionnel ; le nom de famille (ou le nom d'école), Nagasone, précède donc le prénom (ou le nom d'artiste).
Nagasone Kotetsu (長曾根虎徹) (1597-1678) était un célèbre forgeron du début de l'époque d'Edo né à Sawayama sous le nom de Okisato Nagasone. 
Estimé Saijo-Owazamono par Yamada Asaemon, et Sai-jo-saku par Fujishiro, Kotetsu fait partie d'un minuscule groupe de forgerons rassemblant la crème de l'élite des forgerons japonais de l'après Koto. 
Son père qui servait Mitsunari Ishida, était fabricant d'armures. Lorsqu'Ishida fut défait par Ieyasu Tokugawa à la bataille de Sekigahara, comme de nombreux artisans, la famille Nagasone partit pour la Province d'Echizen où elle trouva refuge dans la ville de Fukui. 
Comme son père, Kotetsu commença par travailler comme fabricant d'armures. Mais il devint plus tard fabricant de sabres. Il prit ensuite le nom Kotetsu après avoir pris la tonsure bouddhiste au temple de Kan'eiji dans le district d'Ueno. C'est l'une des raisons pour lesquelles les Japonais l'appellent aussi "vieil acier" (homonymie avec le nom Kotetsu), l'autre étant qu'il prenait soin de récolter le fer et l'acier japonais ancien dès que l'occasion se présentait, à cause de la grande qualité, il pouvait ainsi transformer des bouilloires ou des binettes en katana magnifiquement ouvragés. Il eut de nombreux élèves dont les plus connus sont Okinao Nagasone et Okihisa Nagasone.  
La légende raconte qu'avant de devenir moine, Kotetsu eut une dispute avec l'un de ses clients samouraïs. Celui-ci ayant sérieusement mis en doute la qualité du katana qu'il avait commandé sans l'avoir testé au préalable, le forgeron se mit très en colère et le tua avec. Il s'enfuit chez des amis, puis se convertit par la suite, à force de remords. 
Une autre anecdote rapporte que Kotetsu, alors armurier, eut un concours avec un forgeron de katana de la province de Kaga, dont les lames avaient la réputation de réussir le test du Kabutowari. Le concours se produisit devant un Daimyō. Juste avant que le forgeron ne frappe, l'armurier s'écria en lui demanda d'attendre un peu, en prétendant que le casque était "mal positionné". C'était une ruse, bien sûr, et en dépit de cela, le sabre parvint à trancher sur une profondeur de 1 sun (environ 3 cm). Kotetsu en eut honte par la suite, et changea de profession pour forger des katana. Mais par la suite, le forgeron tomba dans la misère à cause de sa peur d'échouer à nouveau, et avait dû vendre sa fille comme prostituée à Edo. Kotetsu l'apprit, et supplia l'un de ses clients, un certain Ikeda de la province de Bizen, de lui accorder 300 koku pour son œuvre, après lui avoir raconté toute l'histoire. Le samouraï en fut si ému qu'il accepta, et Kotetsu racheta la jeune femme pour la marier à son fils adoptif, Okimasa. Toutefois, l'anecdote comporte plusieurs variantes, notamment sur le nom du forgeron rival de Kotetsu. 
Il existe de nombreuses excellentes imitations de ses sabres à tel point qu'il était lui-même incapable de faire la différence. Ainsi, lorsqu'une de ces copies lui fut montrée, il dit : Cette lame est la mienne mais la signature ne l'est pas. Il est d'ailleurs possible que la lame la plus connue de Nagasone (lame de Isami Kondo, un commandant de fin Edo) soit en fait une imitation. 

## À noter
- Dans le jeu vidéo Tales of Symphonia sur Nintendo Gamecube et Playstation 2, il est possible d'acheter un Kotetsu comme arme.
- Dans la série de jeux vidéo Final Fantasy, le Kotetsu est une arme qu'il est possible d'acheter ou de gagner. Il arrive aussi qu'il devienne un élément défensif, pour le bras notamment.
- Dans le jeu vidéo Castlvania Dawn Of Sorrow, il est possible d'utiliser un Kotetsu comme arme.
- Dans le manga Kenshin le vagabond, Kenshin détruit un Nagasone face a Sojiro. page 97 tome 09.
- Dans le manga Yu-Gi-Oh!, une carte porte le nom de "Forgeron Kotetsu".
- Dans le manga Kimetsu no Yaiba, Kotetsu est un enfant dans le village des forgerons.